# 起停式控制

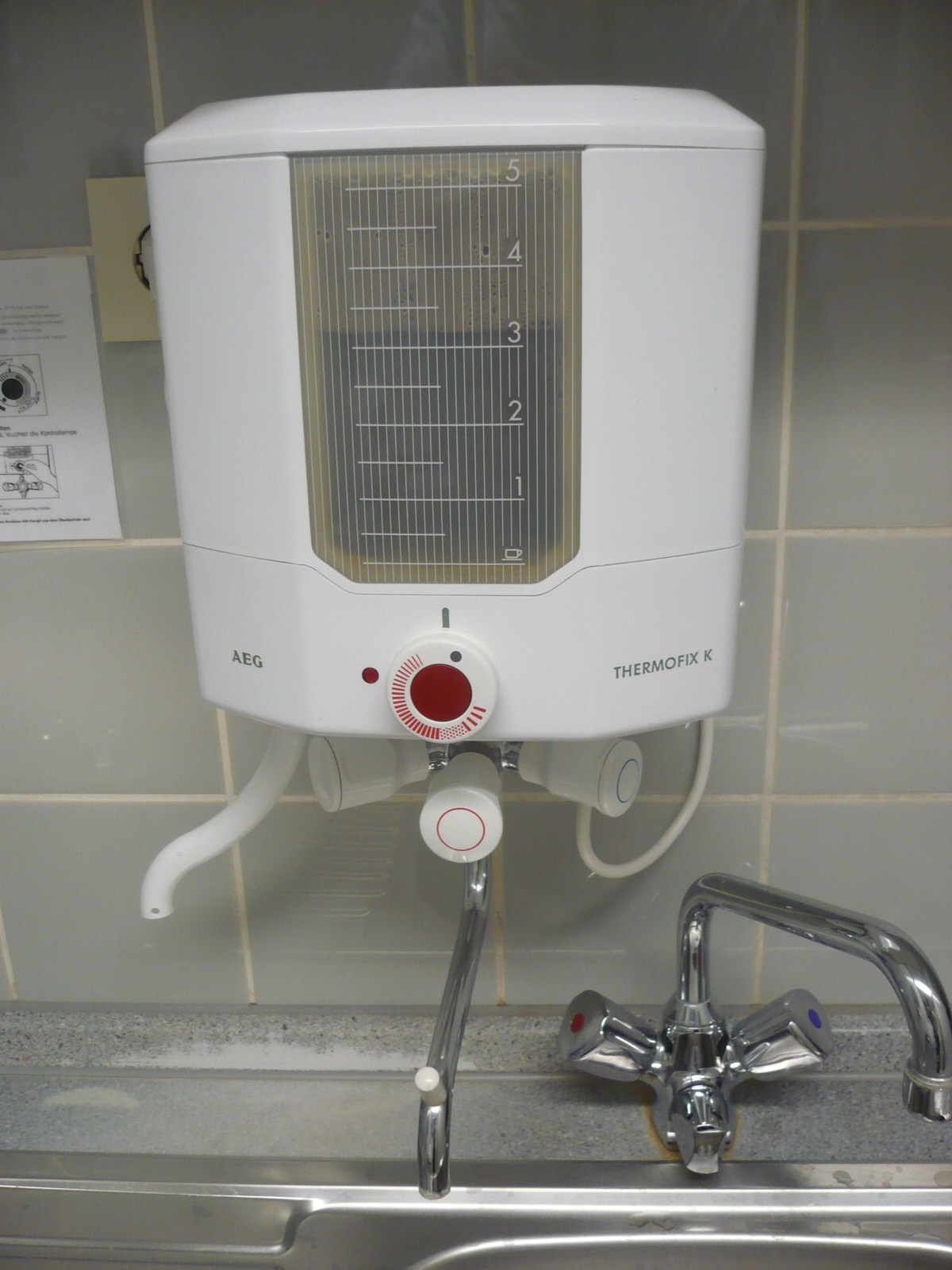
只開啟或關閉熱源來控溫的熱水器就應用了起停式控制。雖然開關是在二個離散的狀態（開啟及關閉）之間變化，但因為水溫的變化速度不快，因此在短時間內水溫仍會維持定值。

起停式控制（bang-bang control），也稱為砰砰控制、bang-bang控制、开关控制、繼電器式控制或磁滯控制，是會讓控制輸出在兩種狀態之間切換的回授控制器，起停式控制會使控制輸出在某個狀態停留一段時間，再跳到另一個狀態。起停式控制可以用有迟滞功能的元件實作。
起停式控制可以控制只接受二種狀態輸入的設備，例如一個只能控制全開或全關的電爐。常見的家用自動調溫器即為屬於起停式控制。起停式控制的輸出可以用離散形式的单位阶跃函数來表示。因為起停式控制控制信號的不連續，控制系統中若有包括起停式控制，即可視為是一個變結構系統，因此起停式控制器也屬於變結構控制器。
起停式控制的優點是結構簡單方便，但其缺點是控制動作的不連續，若設計不當，容易造成系統震盪（這也是稱為砰砰控制的原因）。

## 舉例

起停式控制的符號

若以起停式控制的自動調溫器為例，調溫器設計為在一定溫度（例如30度）以上輸出開的訊號，啟動冷氣，另外也會有另一個溫度，若溫度低於此溫度，關閉冷氣。理想上此溫度也會是30度，但因為溫度會隨時間變化，若冷氣低於30度就關閉，則溫度在30度左右變化時，冷氣會頻繁的啟動及停止，因此一般會在溫度較低（例如28度）時再關閉冷氣，也就是有一個迟滞區間。所以起停式控制的結果如下：
- 溫度低於28度，關閉冷氣。
- 溫度在28度到30度之間，維持冷氣之前狀態。
  - 若之前冷氣關閉，表示之前溫度曾低於28度，繼續關閉冷氣。
  - 若之前冷氣開啟，表示之前溫度曾高於30度，繼續開啟冷氣。
- 溫度高於30度，開啟冷氣。

## 最佳控制中的起停式控制
在最佳控制應用時，控制訊號可能會有固定的上限及下限，若其最佳控制訊號為其上限值或下限值，不會是上下限之間的其他值，此最佳控制問題可以以起停式控制為其最佳解。
起停式控制常出現在最短時間的最佳控制問題中。例如要車輛行駛一定距離，且從出發到最後停止的時間要最短，其解法是在經過某一「切換點」前用最大油門加速，過切換點後以最大剎車方式剎車，讓車停在想要的位置。
另一個日常常見的起停式控制例子為在最短時間內燒開水，其作法是用最大火力燒開水，在煮沸後關閉熱源。大部份的溫控器也用到起停式控制，根據目前量測溫度和設定溫度的差異，決定加熱器或是冷氣壓縮機是否要開啟。
最佳控制問題中，控制變數的哈密頓量為線性的，则其起停式控制會是起停式控制，根據庞特里亚金极大值原理可得，以哈密頓量中控制輸出u係數的正負號，來決定控制量要維持在上限或是下限。
對於一些控制問題，起停式控制可能是最佳解，不過也有些控制問題用起停式控制的原因是此方法最簡單方便，最容易實現。